# Yalí (ort)
Yalí är en ort i Colombia.   Den ligger i departementet Antioquía, i den centrala delen av landet, 240 km norr om huvudstaden Bogotá. Yalí ligger 1 240 meter över havet och antalet invånare är 3 908.
Terrängen runt Yalí är huvudsakligen kuperad, men åt sydost är den platt. Yalí ligger uppe på en höjd. Runt Yalí är det ganska glesbefolkat, med 21 invånare per kvadratkilometer. Närmaste större samhälle är Vegachí, 10,6 km norr om Yalí. I omgivningarna runt Yalí växer i huvudsak städsegrön lövskog.